# Comitê de História da Segunda Guerra Mundial
O Comitê de História da Segunda Guerra Mundial é uma instituição criada na França em 17 de dezembro de 1951 por um decreto assinado pelo presidente do Conselho, René Pleven. O comitê resulta da fusão entre o Comitê de História da Ocupação e da Libertação da França (CHOLF) e do Comitê de História da Guerra, criados respectivamente em outubro de 1944 e em junho de 1945 para preservar a memória dos anos 1939-1945. A partir de 1979, o comitê se juntou ao Instituto de História do Tempo Presente (IHTP).

## História
O Comitê de História da Segunda Guerra Mundial foi um órgão interministerial ligado à Presidência do Conselho, composto por representantes de onze ministérios. Seu objetivo principal era reunir todos que pudessem escrever a história da Segunda Guerra Mundial. Para o seu funcionamento, se beneficiou de créditos e de pessoal do Centre National de la Recherche Scientifique, bem como de subvenções de vários ministérios. O comitê resultou da fusão entre o Comitê de História da Ocupação e da Libertação da França no âmbito do Ministério da Educação, criado em 1944 e que sobreviveu até 1974, e o Comitê de História da Guerra, dependente da presidência do Conselho.
Em 12 de maio de 1967, o Comitê iniciou a criação do Comitê Internacional de História da Segunda Guerra Mundial, que reuniu historiadores de 37 países. O primeiro presidente do comitê internacional foi o senador italiano Ferruccio Parri, sucedido pelo professor e historiador Henri Michel em 1970. Em 1977, o secretariado geral do governo expressou o desejo de ser dispensado da tutela do Comitê de História da Segunda Guerra Mundial. Em 1978, foi criado o Instituto de História do Tempo Presente, unidade de pesquisa nº 0301 do centro nacional de pesquisa científica. Em 1979, o Ministro da Defesa decidiu criar o Instituto de História dos Conflitos Contemporâneos (IHCC), ligado à Fundação de Estudos de Defesa Nacional. Ele é chamado a retomar a Revista de História da Segunda Guerra Mundial e a presidência francesa do Comitê Internacional de História da Segunda Guerra Mundial. O diretor foi Henri Michel, que sucedeu Dean Guy Pedroncini, em 1983. Em 1980, o Comitê de História da Segunda Guerra Mundial foi dissolvido e absorvido em 1981 pelo Instituto de História do Tempo Presente (IHTP). Em 1993, o Instituto de História de Conflitos Contemporâneos (IHCC) é transformado em associação de direito de 1901. Após a dissolução da Fundação de Estudos de Defesa Nacional, tornou-se o Instituto de História da Defesa e assumiu a atividades do IHCC. Em 1995, o presidente Guy Pedroncini foi substituído pelo professor Claude Carlier.

## Atividades
A história da Segunda Guerra Mundial foi a sua primeira missão. O Comitê começou a elaborar mapas departamentais da Resistência e das vítimas civis durante a Segunda Guerra Mundial, e listar os internos, deportados, mortos a tiros, vítimas civis nos departamentos franceses para elaborar o quadro de deportação, resistência e colaboração através de correspondentes departamentais. A documentação estudada pelos correspondentes foi publicada principalmente na revisão do Comitê, embora também tenha dado origem a outras publicações.

## Revista de História da Segunda Guerra Mundial
Desde a sua criação, o Comitê se encarregou da publicação da Revista de História Segunda Guerra Mundial, da qual Henri Michel era o editor chefe. Tratava-se de publicações trimestrais do Comitê de História da Guerra e do Centro Nacional de Pesquisas Científicas, cuja primeira edição foi publicada em novembro de 1950 pela Presses Universitaires de France (PUF).
Ao longo dos anos, o título da Revista foi alterado algumas vezes. Entre 1949 e 1950 ela se chamava Cadernos de história da guerra. Entre 1950 e 1981 seu nome foi alterado para Revista de História Segunda Guerra Mundial. Entre 1982 e 1986, o periódico se tornou Revista de História da Segunda Guerra Mundial e dos Conflitos Contemporâneos e foi publicada pela Fundação de Estudos de Defesa Nacional, pelo Instituto de História dos Conflitos Contemporâneos e pelo Comitê Internacional de História da Segunda Guerra Mundial. A partir de 1987, a Revista foi publicada sob o título Guerras Mundiais e Conflitos Contemporâneos.